# Samoljica
Samoljica (cyr. Самољица) – wieś w Serbii, w okręgu pczyńskim, w gminie Bujanovac. W 2002 roku liczyła 893 mieszkańców.